# Stigmatophora roseivena
Stigmatophora roseivena är en fjärilsart som beskrevs av George Francis Hampson 1894. Stigmatophora roseivena ingår i släktet Stigmatophora och familjen björnspinnare. Inga underarter finns listade i Catalogue of Life.